# Meik Ehlert
Meik Ehlert (* 29. Juni 1971) ist ein ehemaliger deutscher Fußballspieler.

## Werdegang
Der 1,76 Meter große Mittelfeldmann spielte in Hamburg beim Farmsener TV, beim Bramfelder SV sowie beim SC Condor Hamburg. Im Sommer 1991 wechselte Ehlert zu Hannover 96 in die 2. Fußball-Bundesliga, wurde in der Saison 1991/92 in der Profimannschaft der niedersächsischen Landeshauptstädter aber nur in einem Zweitligaspiel (Ende Juli 1991 gegen Bayer Uerdingen) und der DFB-Pokal-Erstrundenpartie gegen NSC Marathon 02 eingesetzt. Im weiteren Verlauf der Saison 1991/92 gewann Hannover den DFB-Pokal. In seinen beiden Profispielen kam der gelernte Speditionskaufmann Ehlert als Einwechselspieler auf den Platz.
Nach einem Jahr in Hannover spielte Ehlert wieder für den SC Condor in Hamburg. Später war er Co-Trainer beim SC Condor und trat im Mai 2010 beim selben Verein das Amt des Cheftrainers an. Ehlert trainierte den Oberligisten bis zum Ende der Saison 2012/13.